# Eldrine
Eldrine ist eine georgische Rockgruppe aus Tiflis.

## Geschichte
Die Gruppe wurde 2007 von drei Freunden unter dem Namen Bios gegründet. 2010 trat die Band mit der Sängerin Tamar Eldrine Wadachkoria auf. Im Jahre 2010 nahm die Band an dem Festival von Tibilisi-Altervision 2010 mit dem Song Haunting teil. 2011 vertrat die Band Georgien beim 56. Eurovision Song Contest in Düsseldorf mit dem Lied One More Day. Sie starteten im ersten Halbfinale am 10. Mai 2011, wo ihnen der Einzug in das vier Tage später stattfindende Finale gelang. Dort belegten sie dann den neunten Platz.
Ihr Album Fake Reality belegte 52 Wochen den 3. Platz der georgischen Album-Charts.
Nach intensiver Diskussion bezüglich Schwächen im Gesang von Tamar war diese kurzerhand durch die in Gesang geschulte Sophio Toroschelidse ersetzt worden. Tamar stieg nicht wieder ein.

## Diskografie
Alben
- 2011: Fake Reality
- 2014: Till The End

Singles
- 2010: Haunting
- 2011: One More Day